# Tauriszkosz
Tauriszkosz (Kr. e. 1. század) görög szobrász
A káriai Trallészből származott, testvérével, Trallészi Apollóniosszal közösen készítette el a ma Farnese-bika néven ismeretes szoborcsoportot. A rodoszi szobrásziskolához tartozott, idősebb Plinius szerint mint festő is kiemelkedő volt, ám festményeinek még töredékei sem maradtak fenn.[forrás?]